# 고발
|                                                                  |
| 형사소송법                                                       |
| 이념과 구조                                                      |
| 무죄 추정의 원칙 · 자백배제법칙 · 전문법칙                       |
| 증거보전청구권 · 형사보상청구권 · 독수독과이론                   |
| 실체적 진실주의 · 적정절차 · 신속한 재판의 원칙                  |
| 진술거부권 · 접견교통권 · 증거개시제도                           |
| 열람등사권 · 위법수집증거배제법칙                                |
| 법원                                                             |
| 제척 · 기피 · 회피 관할 · 이송 · 법관                            |
| 피고인과 변호인                                                  |
| 피고인 ·변호인 · 성명모용자 · 공동피고인 국선변호인 · 법정대리인 |
| 검사                                                             |
| 기소독점주의 · 검사 동일체의 원칙                                |
| 수사                                                             |
| 함정수사 · 불심검문 · 임의동행 · 동행요구 · 사법경찰관           |
| 구속                                                             |
| 구속영장 · 체포영장                                              |
| 증거법                                                           |
| 정황증거 · 전문증거 · 진술조서 · 진술서 · 실황조사서 · 검증조서  |
| 진술 · 증인                                                      |
| 재판                                                             |
| 공소장 · 공소장일본주의                                          |
| 고소 · 고발 · 고소불가분의 원칙 · 자수                           |
| 상소                                                             |
| 항소, 상고 & 비상상고                                            |
| 다른 7법 영역                                                    |
| 헌법 · 민법 · 형법                                               |
| 민사소송법 · 형사소송법 · 행정법                                 |
| 포털: 법 · 법철학 · 형사정책                                     |
| v • d • e • h                                                    |

고발(告發)은 고소권자와 범인 이외의 사람이 수사기관에 대해서 범죄사실을 신고하여 그 소추를 구하는 의사표시를 의미하는 것으로, 즉 고소와는 달리 고소권자 이외의 제3자가 행하는 것을 말한다.

## 개요
고발은 고소와 달리 누구든지 범죄가 있다고 판단되는 때에는 고발할 수 있으며, 공무원은 그 직무를 행함에 있어 죄가 있다고 사료하는 때에는 고발하여야 한다. 그러나 자기 또는 배우자의 직계존속은 고발하지 못한다. 고발은 일반적으로 수사를 촉구하는 것에 불과하나 관세법 또는 조세범처벌법 위반의 경우처럼 특정한 범죄에 대하여는 소송조건이 될 수도 있다. 대리인에 의한 고발은 인정되지 않고 고발기간에는 제한이 없으며 고발을 취소한 후에도 다시 고발할 수 있다.
고발장 작성 양식은 고발인의 신상정보와 피고발인의 신상정보를 작성하고 죄명을 쓰면 된다.

## 전속고발
- 일단 불기소처분이 있었더라도 종전에 한 고발은 여전히 유효하다[1]
- 독점규제및공정거래에관한법률 제71조 제1항이 소추 조건으로 명시하고 있는 공정거래 위원회의 전속고발에 고소 불가분의 원칙을 규정한 형사소송법 제233조를 유추적용할 수 없다.[2]

## 판례

### 고발의 정의
고발이란 범죄사실을 수사기관에 고하여 그 소추를 촉구하는 것으로서 범인을 지적할 필요가 없는 것이고 또한 고발에서 지정한 범인이 진범인이 아니더라도 고발의 효력에는 영향이 없는 것이므로, 고발인이 농지전용행위를 한 사람을 갑으로 잘못 알고 갑을 피고발인으로 하여 고발하였다고 하더라도 을이 농지전용행위를 한 이상 을에 대하여도 고발의 효력이 미친다.

### 대리인에 의한 고발
위증사실의 신고는 고소의 형식을 취하였더라도 고발이고, 고발은 피해자 본인 및 고소권자를 제외하고는 누구나 할 수 있는 것이어서 고발의 대리는 허용되지 않는다

### 고발의 방식
- 관세법에 관한 세관장의 고발은 구체적인 범죄사실에 대하여 범죄사실에 대하여 범인의 처벌을 구하는 뜻의 의사표시이지만 반드시 공소장기재 요건과 동일한 범죄의 일시 장소 등을 표시하여 사건의 동일성을 특정할 수 있을 정도로 범죄사실을 표시함을 필요로 하는 것은 아니다.[5]
- 법인세는 사업연도를 과세기간으로 하는 것이므로 그 포탈 범죄는 각 사업연도마다 1개의 범죄가 성립하고, 일죄의 관계있는 범죄사실에 일부에 대한 공소제기 및 고발의 효력은 그 일죄의 전부에 대하여 미친다.[6]

### 고발 전의 수사
일반사법경찰관리가 고발이 있기 전에 수사를 하였더라도 특단의 사정이 없는 한 그 사유만으로 수사가 소급하여 위법하게 되는 것은 아니다

### 고발의 효력
- 고발은 범죄사실에 대한 소추를 요구하는 의사표시로, 그 효력은 고발장에 기재된 범죄 사실과 동일성이 인정되는 사실 모두에 미치므로, 범칙 사건에 대한 고발이 있는 경우 그 고발에 관한 범칙 사건에 관련된 범칙 사실을 전부에 미치고 한 개의 범칙 사실의 일부에 대한 고발은 그 전부에 대하여 효력이 생긴다.[8]
- 조세포탈 범칙행위를 국세청장 등의 고발을 요하지 않는 특정범죄 가중처벌 등에 관한 법률 위반죄로 기소하였는데 법원이 포탈 세액을 감축하여 인정하면서 국세청장 등의 고발이 없음에도 조세법 처벌 법 제9조 제이랑 제1항 제3호 위반죄를 인정한 것은 위법하다.[9]

## 같이 보기
- 고소
- 수사
- 자수